# Paris-Austerlitz järnvägsstation

Gare de Paris-Austerlitz är en av Paris stora järnvägsstationer. Den är belägen strax söder om Seine i Paris trettonde arrondissement och öppnade 1840. Härifrån avgår vanligtvis tåg som skall söderut, till exempel till Madrid, Toulouse och rivieran. När TGV Atlantique skapades minskade passagerarantalet från denna station kraftigt eftersom TGV Atlantique utgår från Gare de Paris-Montparnasse. 1969 öppnade den underjordiska stationen för tågen. Denna station fick RER-tåg från 1980. Stationen trafikeras även av Paris metro linje 5 och linje 10. Metrons första station öppnade 1906 på linje 5. 1939 tillkom ytterligare en station, dagens linje 10.

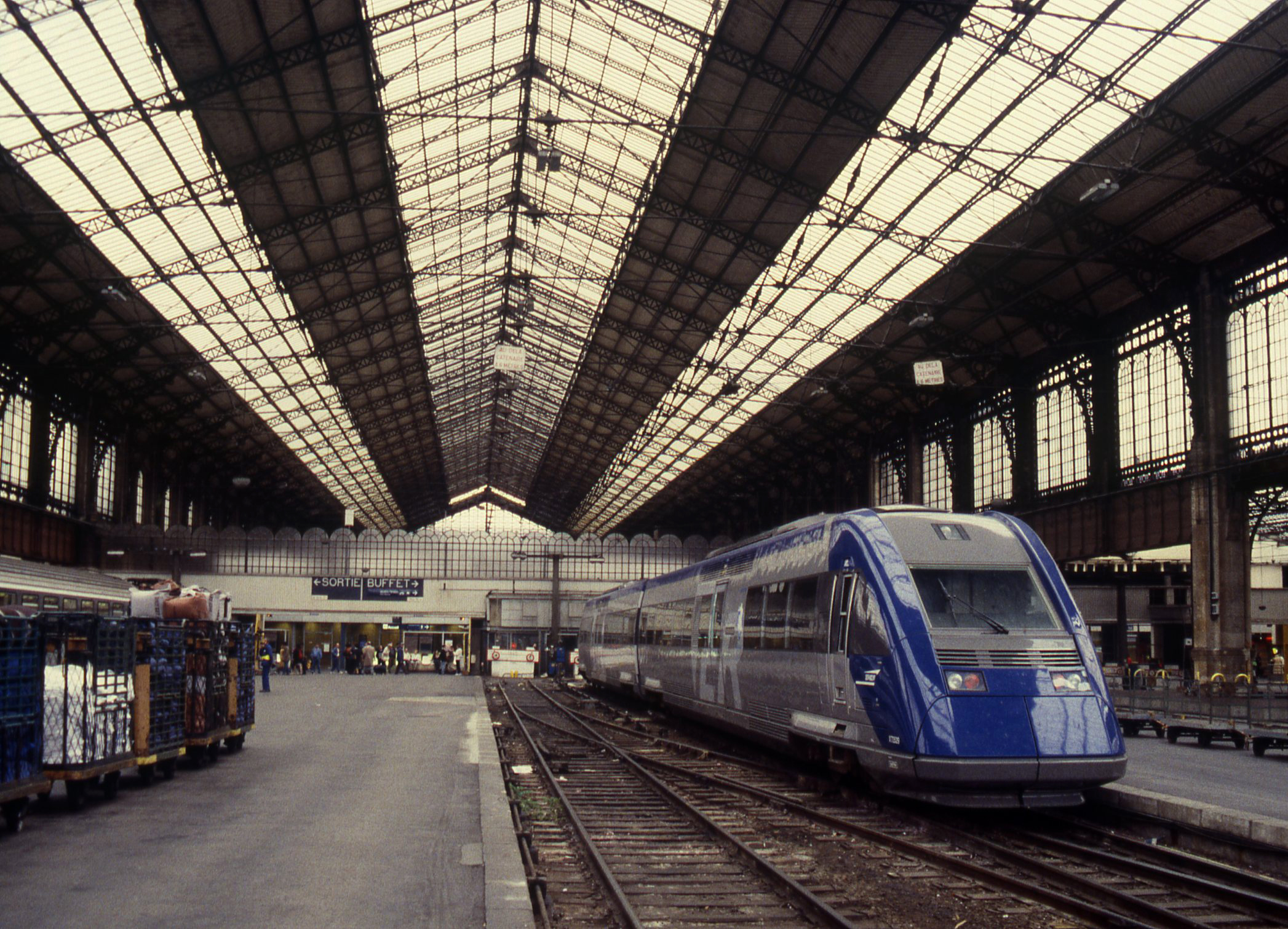
Spårhallen
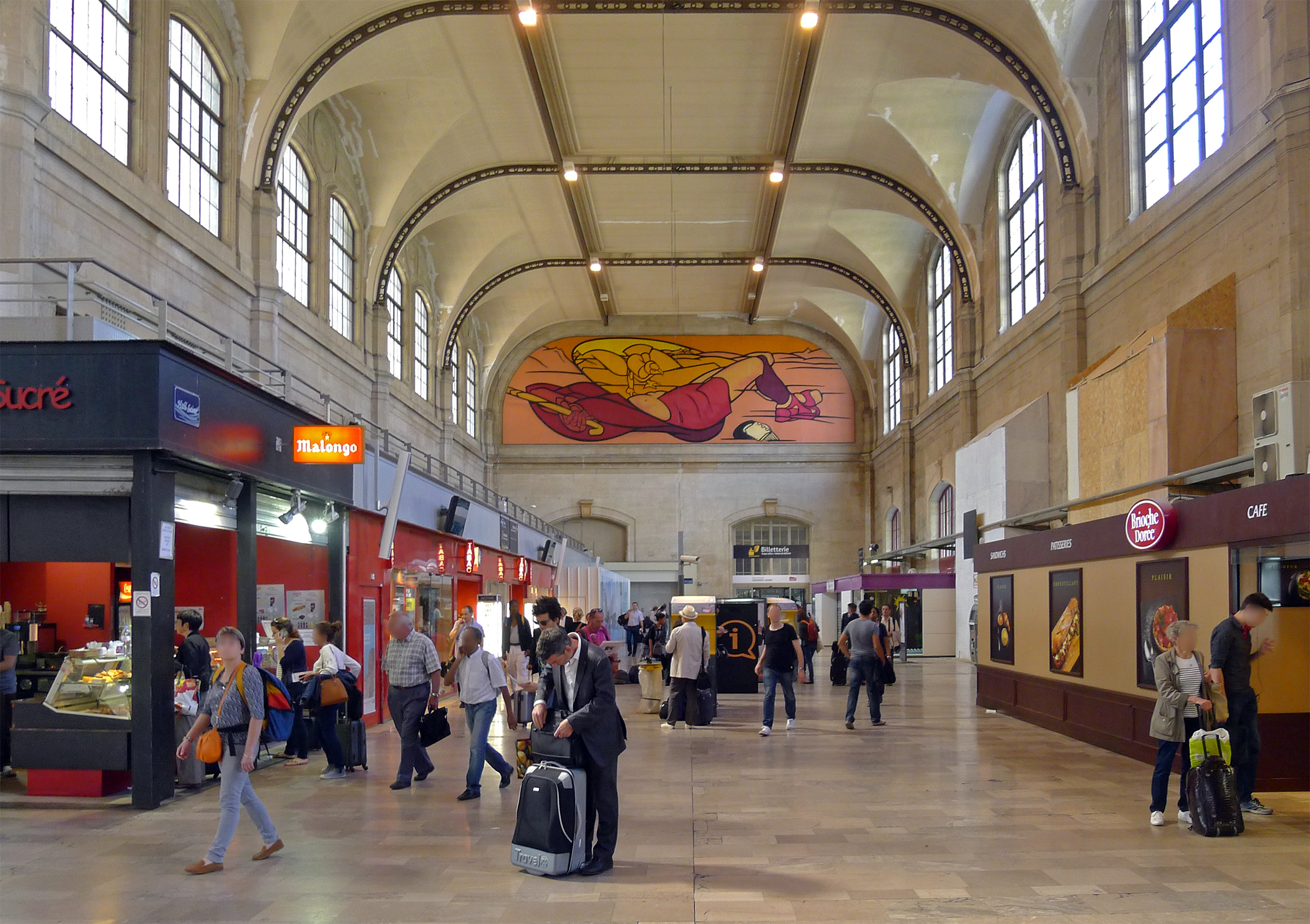
Passagerarhallen
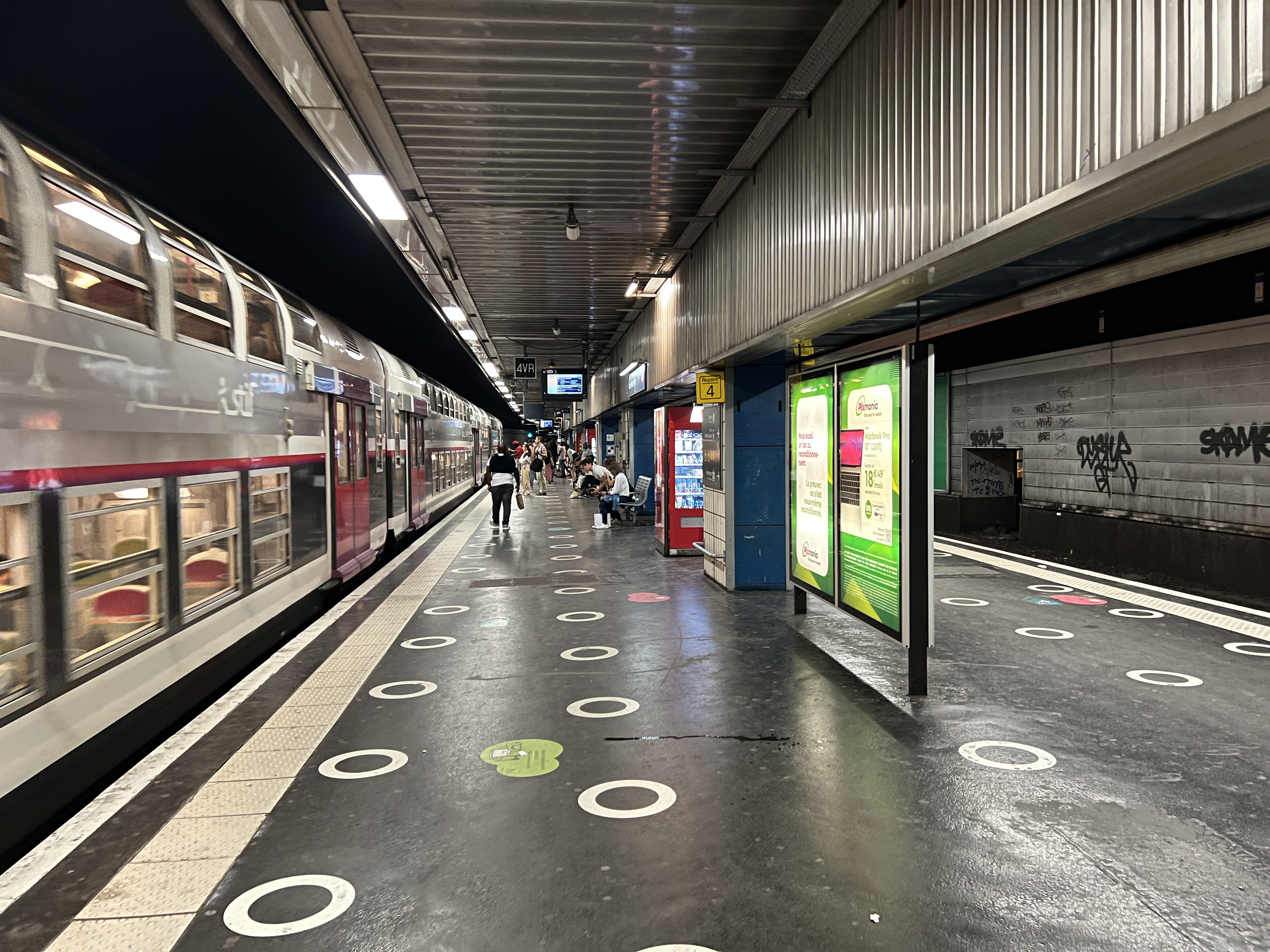
Underjordiska RER-stationen
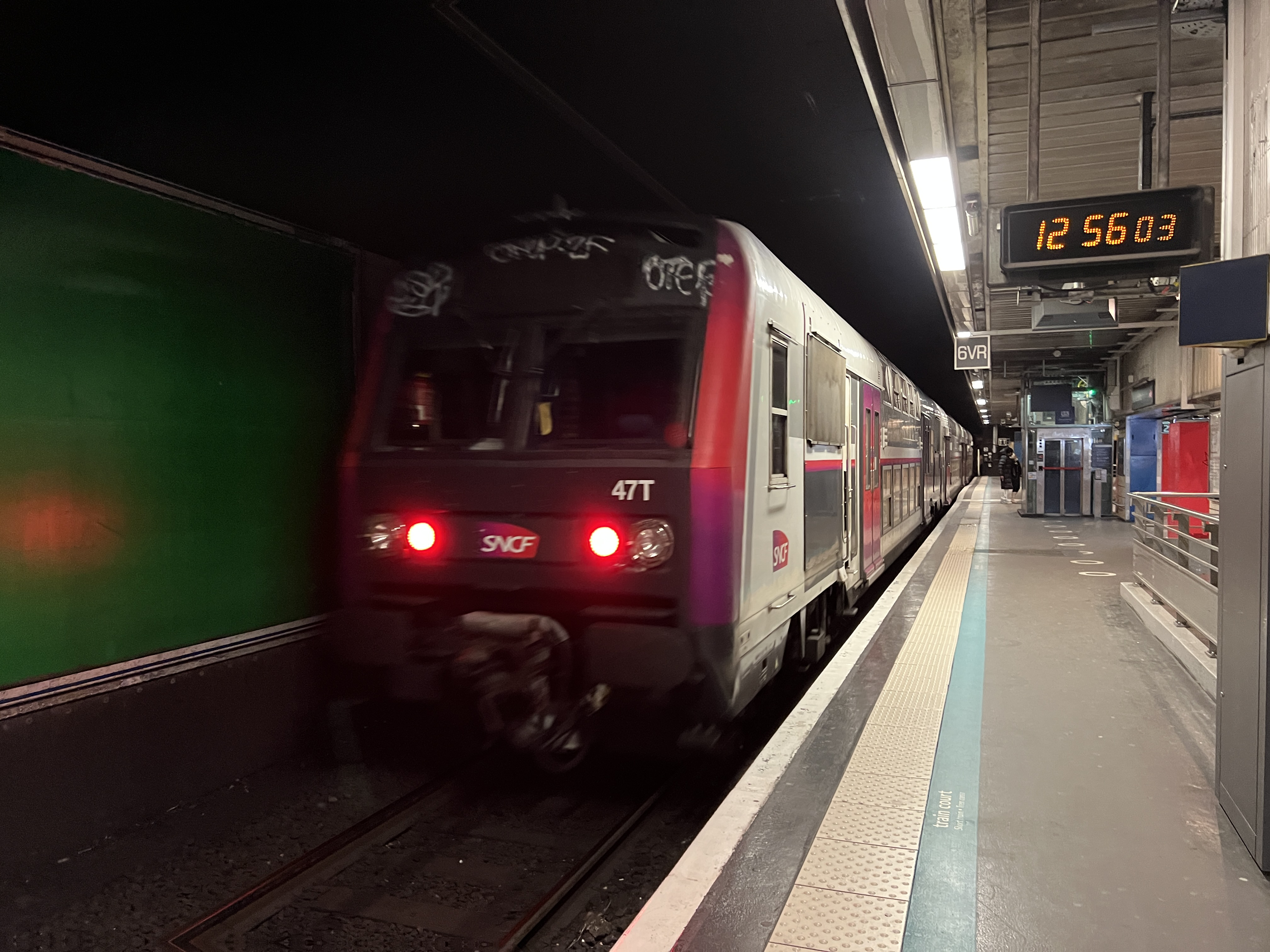
RER
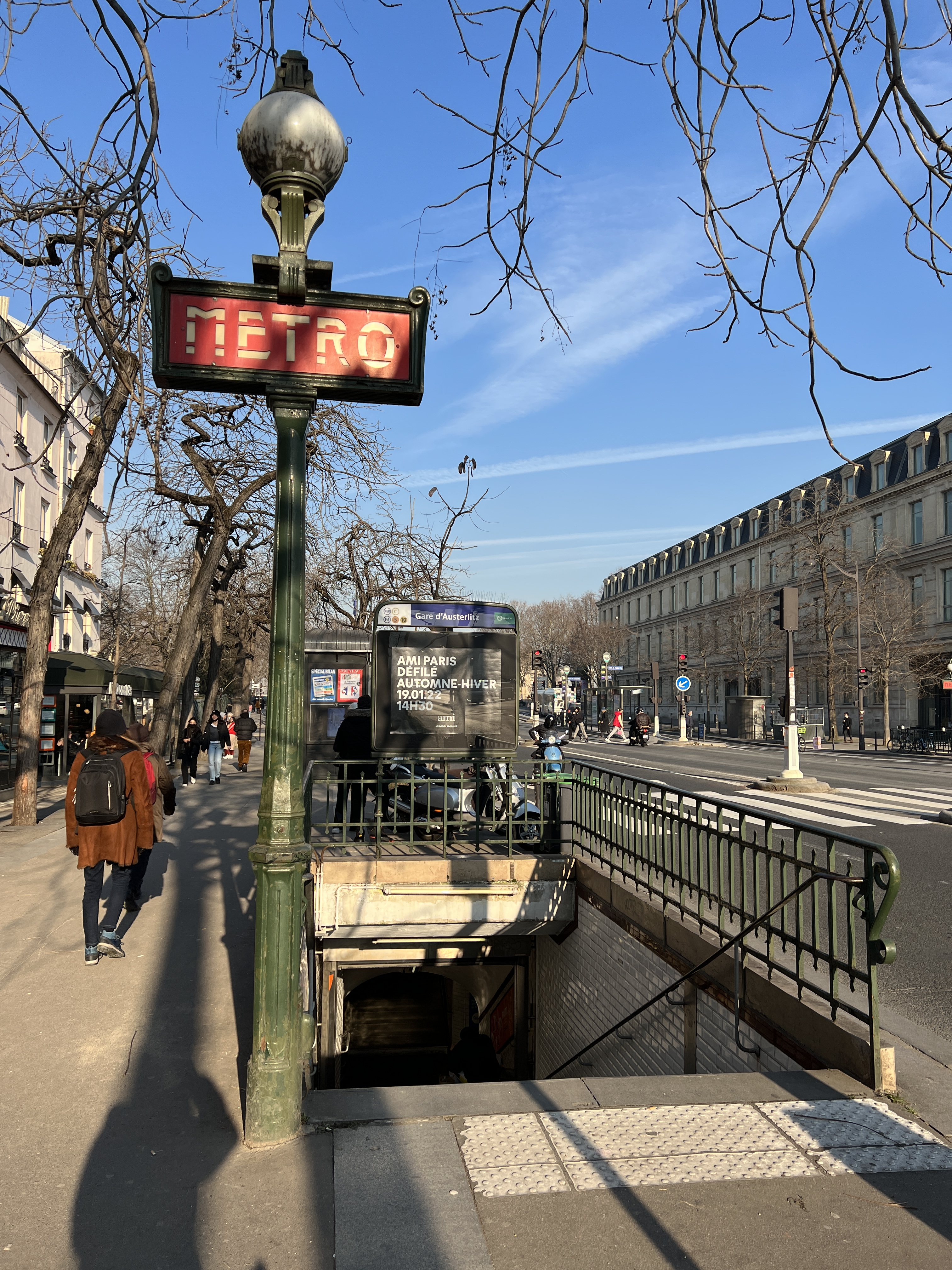
Metroentré Boulevard de l'Hôpital
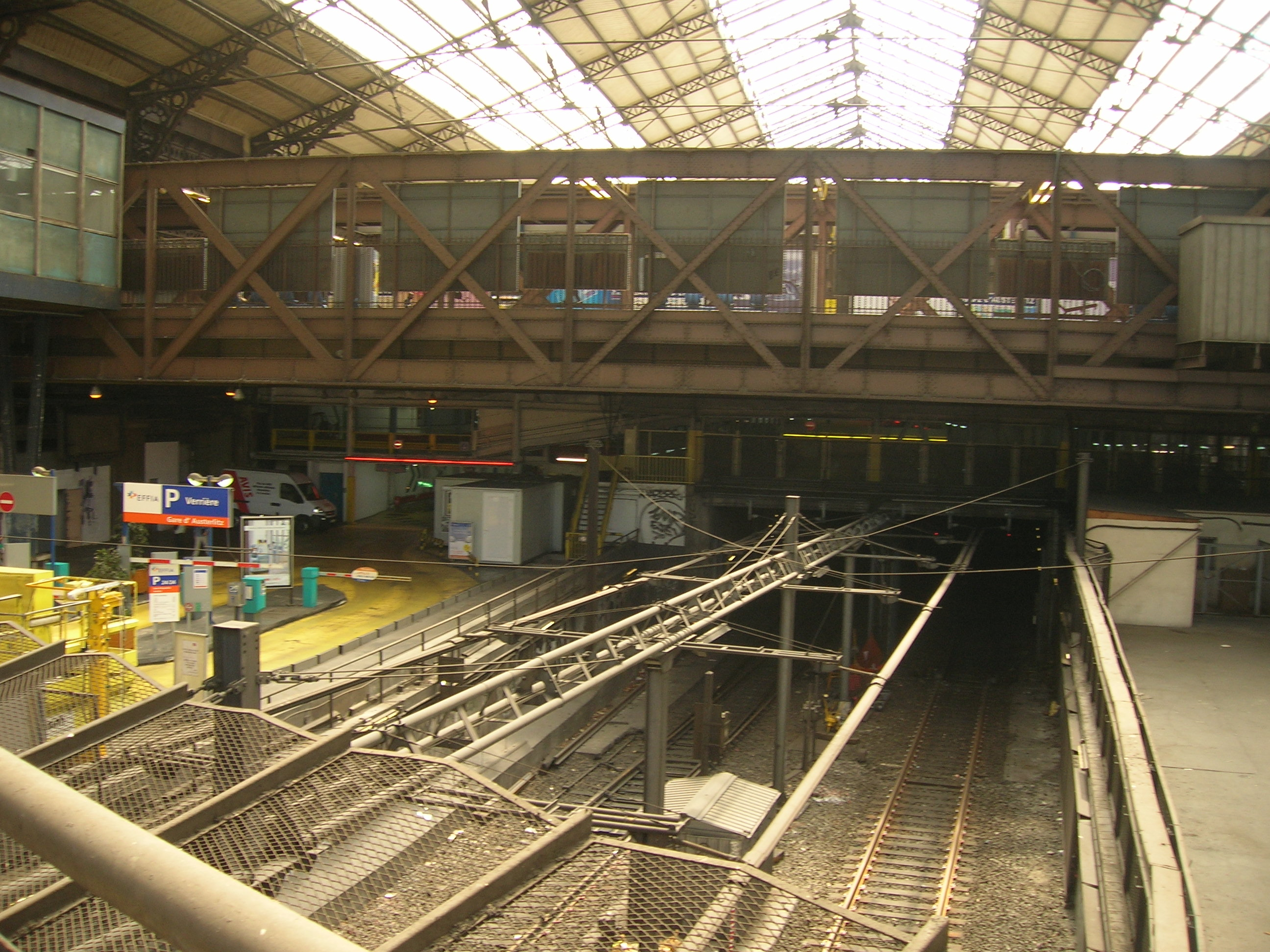
Metro linje 5 passerar över spåren
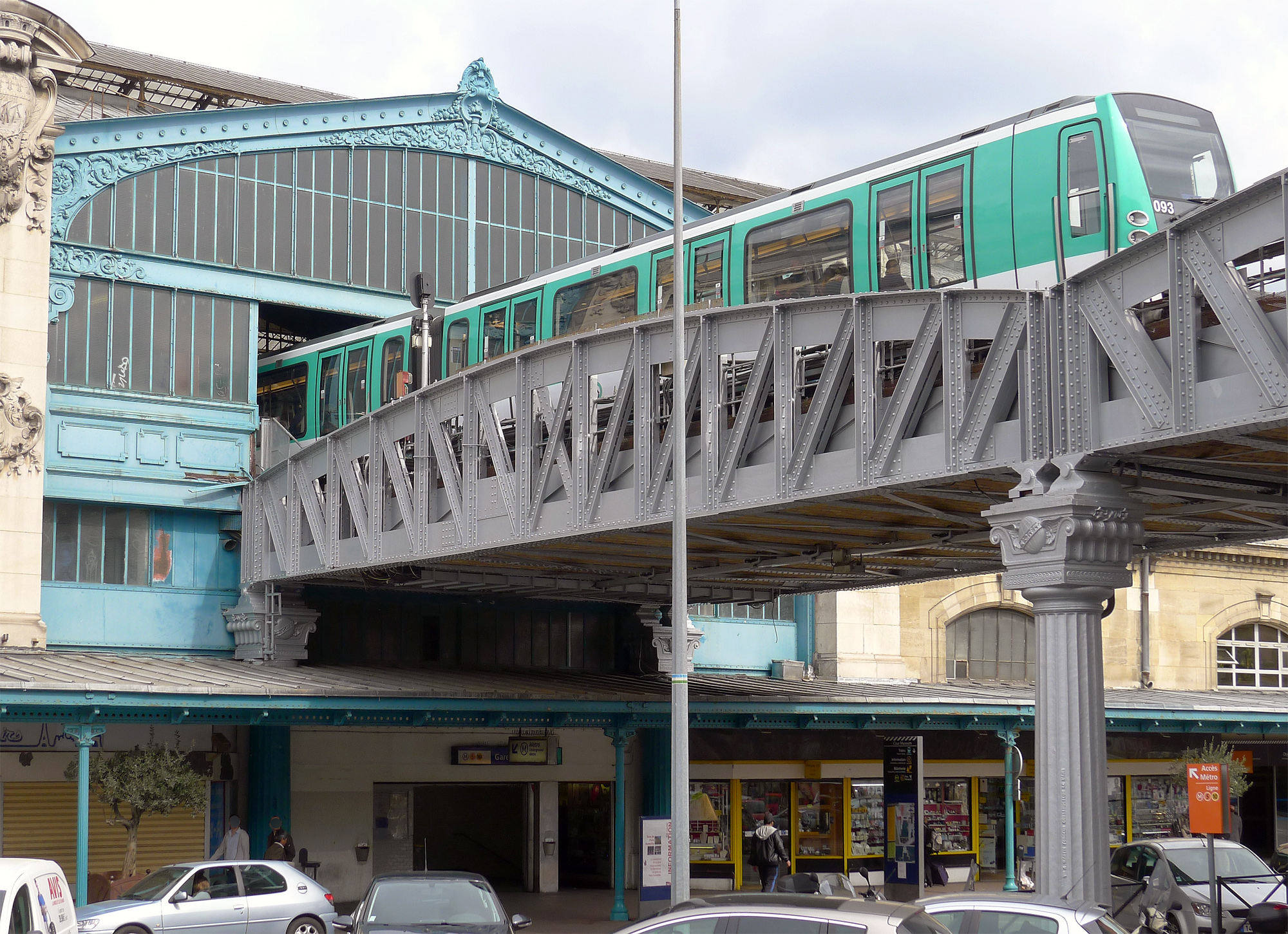
Linje 5
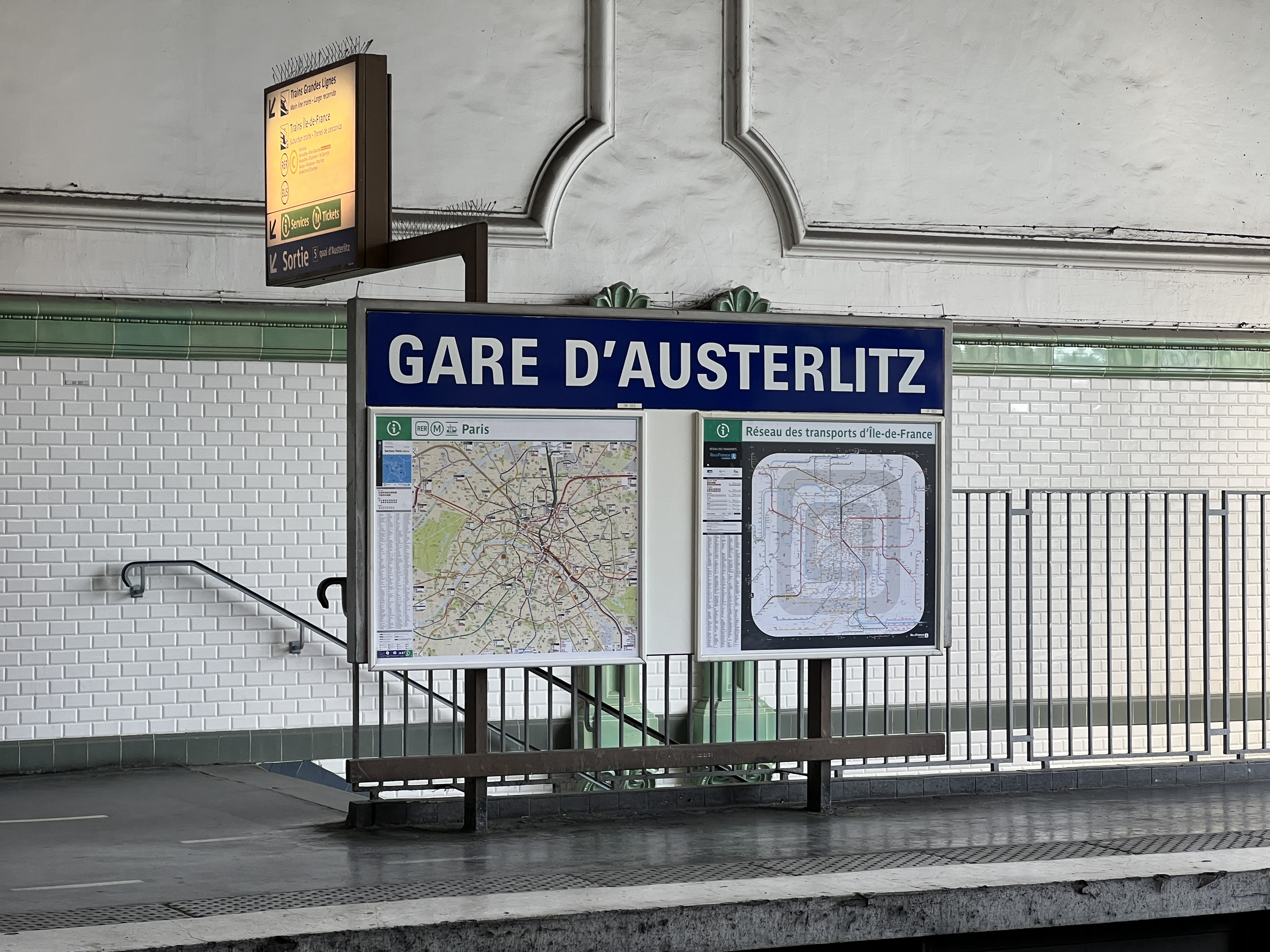
Linje 5
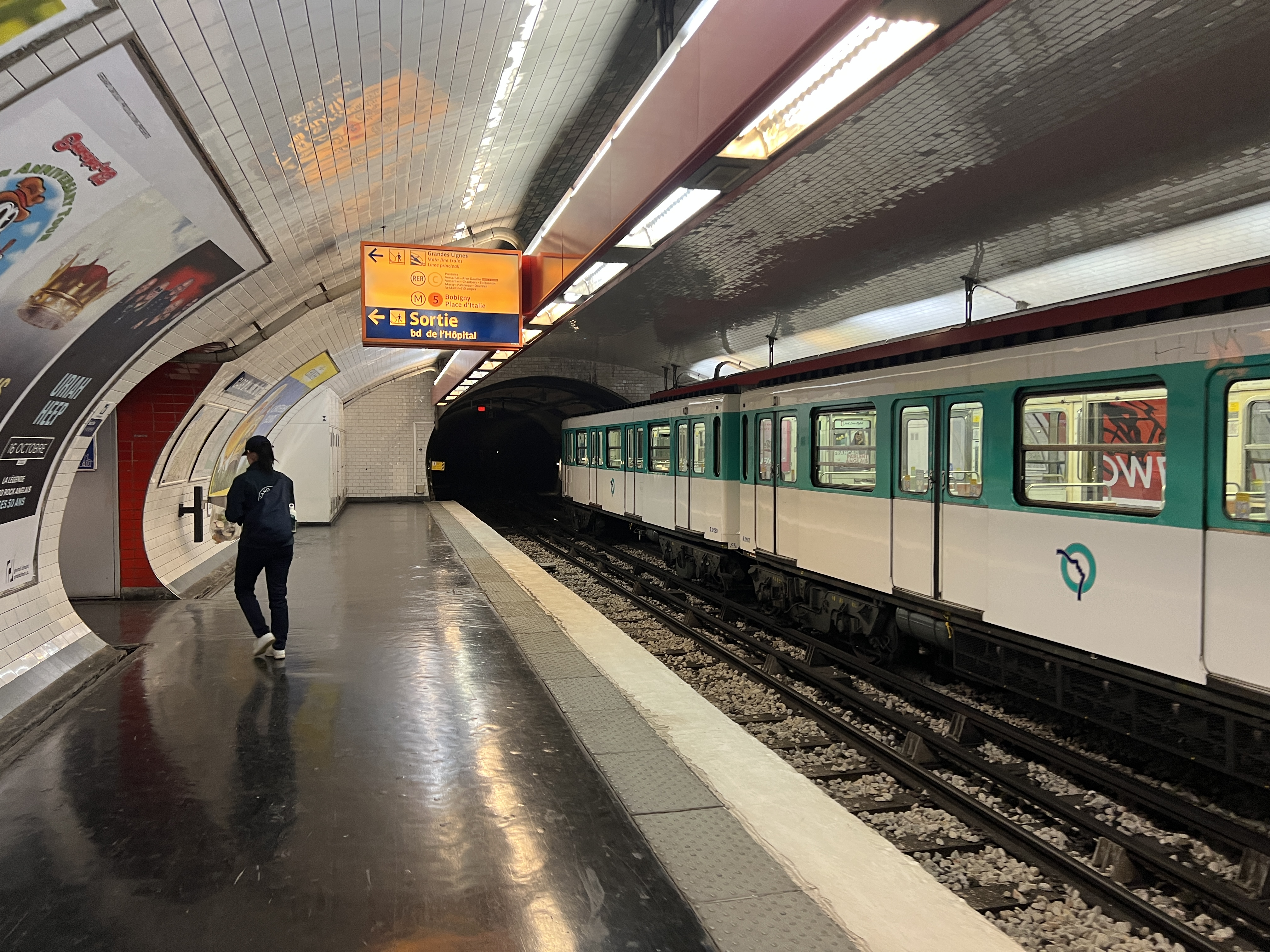
Metro linje 10
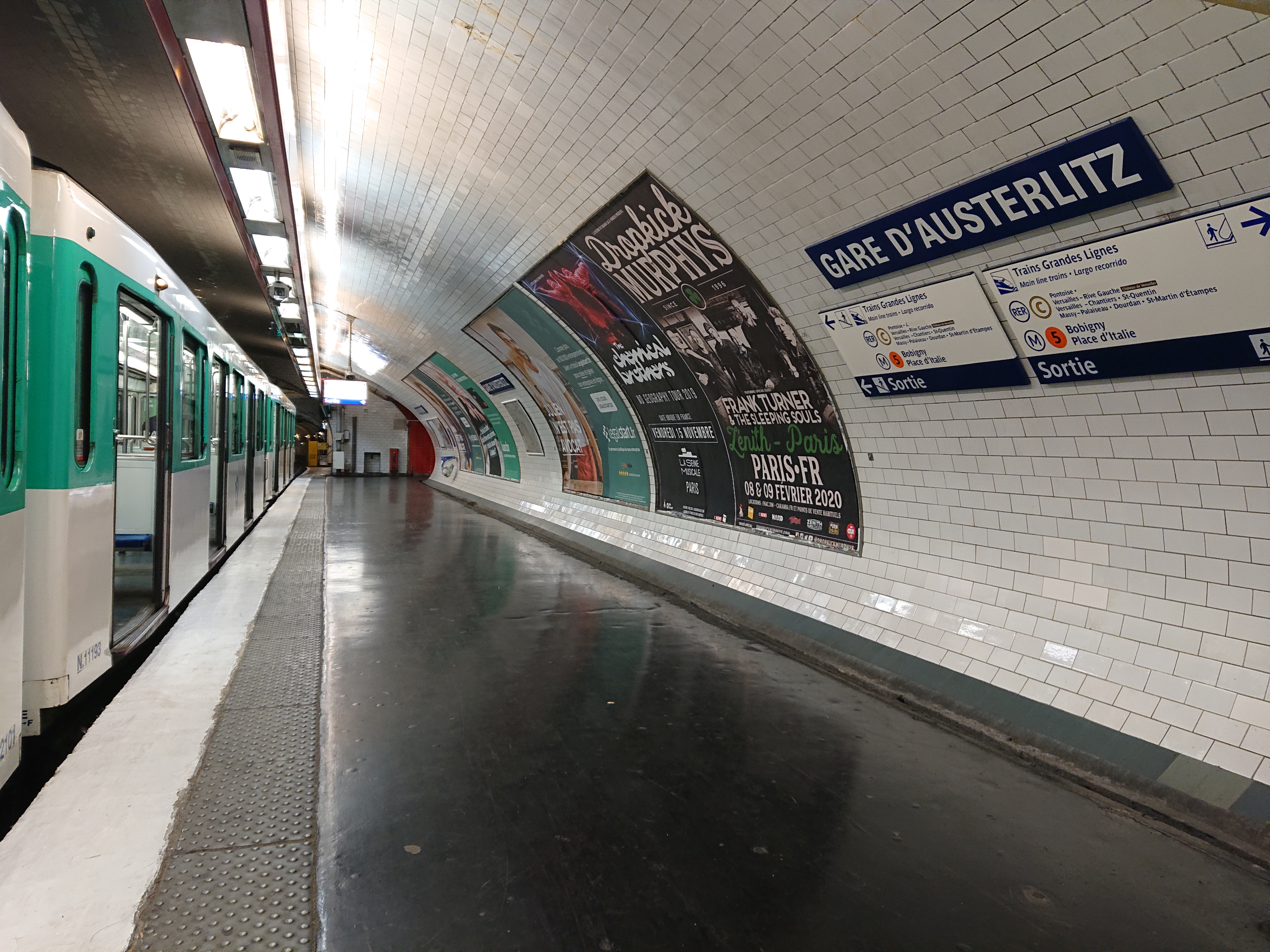
Linje 10